# 카모리 둠비아
카모리 둠비아(프랑스어: Kamory Doumbia, 2003년 2월 18일 ~ )는 말리의 축구 선수이다. 그의 포지션은 공격형 미드필더로, 현재 프랑스 리그 1의 브레스투아에서 활약하고 있다.

## 클럽 경력
둠비아는 말리의 귀다르스 아카데미에서 경력을 시작했다. 2021년 7월 9일, 그는 랭스 리저브 팀과 계약을 맺고 이적했다. 2022년 1월 9일, 그는 0-0으로 비긴 클레르몽 푸트와의 리그 1 경기에서 랭스 소속으로 프로 데뷔전을 치렀다. 5월 14일, 그는 생테티엔과의 원정 경기에서 데뷔골을 기록했다.
2023년 9월 1일, 둠비아는 2023-24 시즌까지 브레스투아로 임대되었다. 그 해 말인 12월 20일, 그는 전반 26분만에 로리앙을 상대로 4골을 넣으며 에딘손 카바니가 2016년에 세운 기록과 타이를 이뤘다.

## 국가대표팀 경력
2022년 6월, 둠비아는 말리 축구 국가대표팀에 차출되었다. 2022년 9월 23일, 그는 1-0으로 이긴 잠비아와의 친선 경기에서 말리 축구 국가대표팀 데뷔전을 치렀다.